# Katimoho
Katimoho ou Timoho ou Katimaha ( Kleinhovia hospita ) é uma planta que não é cultivada apenas em Java, mas também é encontrada em todas as áreas da Indonésia. Em sundanês é chamado de tangkele, ou tangkolo. Em Lampung e Medura é chamado de mangar. Em Bali é chamado katimaha, em Makassar é chamado de madeira paliasa. Em Florès chama-se kandanga e em Ambon chama-se katimahar.
Katimoho é freqüentemente encontrado em florestas secundárias, pastagens e lugares não é cultivado acima de 500 pés. Muitas vezes cresce nas margens dos rios, especialmente em áreas com a terceira estação, e também em florestas de teca. A Timoho produz uma madeira leve, macia, marrom, rosada e de textura levemente macia. Embora seja fácil de secar, trabalhar e envernizar, é menos durável.
Exceto para certos usos, o cabelo de madeira raramente é feito. Apenas a madeira Timoho que tem cor ou linhas de madeira/grão de madeira preta devido a doenças é cara para artesanato. Esse tipo de madeira é chamada de pellets e na época é cara porque é utilizada como matéria-prima para artesanato. Por exemplo, para cabos e bainhas de adagas, cabos de armas, pequenas caixas e outros. A madeira Timoho, que tem veios redondos ao redor da protuberância e é pesada e dura, é frequentemente preferida para o cabo de um arco ou badik.

## O nome da aldeia
Aldeias em East Java / Central Java / DIY que usam o nome timoho ou katimoho, sim
| Não | Aldeia/Kelurahan | Distrito | Regência    |
| --- | ---------------- | -------- | ----------- |
| 1   | Fonte Katimoho   | Apoiar   | Probolinggo |
| 2   | Katimoho         | Paz      | grego       |

## Referência
1. 1 2  Santosa, Iman Budhi. Suta Naya Dhadhap Waru: Manusia Jawa dan Tumbuhan. [S.l.]: Interlude. ISBN 978-602-6250-42-1